# 第三人稱
第三人稱是指要描述說話者或是聽話者以外的人物時，所用的代名詞。
像英文的代名詞he和she就是第三人稱單數時的代名詞，依其性別而不同（實際性別，不是語法上的性別）。英文的的代名詞they是性別中性的第三人稱代名詞，可以在第三人稱多人時使用，在一些非正式的場合，也可以用來作為第三人稱單數的代名詞，即单数they。
世界上許多國家的語文中沒有區分性別的代名詞。有些語言有區分性別的代名詞，不過是語法傳統中的一部份，因為那些語言中，大部份（或是所有）名詞已有區分陰性及陽性（語法上的性別），而且其形容詞也會隨名詞的性別而有所變化。有些語言沒有語法上的性別，但有區分性別的第三人稱，例如英语、南非語、漢語、Defaka語、克木语、马拉雅拉姆语、泰米尔语及Yazgulyam語，而這些語言第三人稱的性別會以實際的性別為準。
像英文或是中文有代詞性別系統的語言，在使用上可能有些問題，有時要指明一個不確定的第三人稱單數，或是不確定性別的第三人稱單數，但是第三人稱單數的代名詞都是有性別的。因此可能會用表示男性第三人稱單數的he（或是「他」）來表示其實是性別中性的意涵在十八世紀到二十世紀後半之間，在正式的英文中，此一情形常用he來表示（不過也有人認為此用法已經過時或是有性別歧視主義的問題）。自十四世紀起，此情形有時也會使用单数they，不過也有人不贊成。

## 語法中的慣例
有些語言（例如大部份南島語系、許多東亞語言、克丘亞語及乌拉尔语系）在人稱代詞上不會區分性別，而這些語言也沒有語法上的性別。另外一些語言（例如許多尼日尔-刚果语系的語言），有語法上性別（或是名詞類別）的分類系統，但其分類和實際性別無關。
而其他語言（包括大部份的印欧语系及亚非语系），第三人稱的人稱代詞（至少是指人的代詞）會在本質上區分男性和女性。大部份的情形，這種特徵會和完整的語法性別系統共存，也就是會將所有的名詞分類為陰性、陽性及中性。不過，有些語言（例如英語）沒有語法性別系統，但第三人稱代詞仍然會區分性別（若以英語為例，第三人稱單數的代詞會區分性別）。
在一些有語法性別的語言中，為了語法上的一致，甚至有些性別中性的代名詞也需要改為陰性或陽性。例如法语语法，第一人稱及第二人稱的所有格，會依指稱對象的性別而改為陰性或陽性，而像是quelqu'un（某人）及personne（沒有人）之類的不定代名詞是陽性，不過personne在當名詞時，不論指稱對象性別，都是陰性。
有些語言的代名詞是有分性別的，若有時需要用到這類的代名詞來指稱不知道性別的人物，或是指稱包括男性及女性在內的多數人，就會出現問題。在英語以及其他一些語言中，會用陽性的代名詞來作為無標記的型式。也就是說：在指稱對象不明確或是不知性別時，會用陽性代名詞代表。這種集合性的陽性也出現在一些古代的語言中，例如古希臘語及聖經希伯來語，現在也有一些語言受到影響。例如：
- 英文：If anybody comes, give him a gift.（若有人來了，給他一份禮物）。此處針對不確定對象的anybody，用陽性的him作為代名詞。
- 法文：Vos amis sont arrivés — ils étaient en avance. （你的朋友們都到了，他們早到了。）此處用陽性複數的代名詞ils，而不是陰性複數的代名詞elles，除非已確定所有朋友都是女性才會用elles（不過名詞也要改為陰性複數的amies，過去分詞也要改為arrivées）。

早在1795年起，因為上述情形會「被迫使用陽性」，已有人提出要有性別中性的代名詞，至少在1850年時就有人試圖發明這類的代名詞，而在英文中，將单数they作為性別中性單數代名詞的作法，早在十四世紀就有人提出。

## 英語

### 標準用法
英語的第三人稱單數會區分性別。陽性的代名詞是he，衍生的詞語有him、his及himself，陰性的代名詞是she，衍生的詞語有her、hers及herself，中性的代名詞是it，衍生的詞語有its和itself。第三人稱複數代名詞是they，衍生的詞語有them、their、themselves等，這個代名詞不分性別，也曾用來指單數的第三人稱（例如Where a recipient of an allowance under section 4 absents themself from Canada, payment of the allowance shall ...）
一般來說，he指男人，she指女人，一般不太會用it來指稱人，不過若是嬰兒，又沒有其他提示性別的詞語（例如兒子、女兒），而其性別不是討論重點時，有時會用it指稱嬰兒。It多半會用來指動物，不過若說話者希望指出動物的性別，或是表達對動物的同情時（例如寵物、家中飼養動物等），會使用he或she。若動物已有名字，就會用he或she的代名詞，（例如 Fido adores his blanket）。 
其他英文的代名詞（第一人稱及第二人稱的I、we、you，第三人稱複數的they，不定代名詞 one、someone、anyone等）都不分性別，是性別中性的代名詞，頂多會因為所指的是人還是物而用不同的詞語，（例如someone和something，who和what……）。
She有時會用來指稱船或是國家，不過這是比較老派的說法，用的人越來越少。机器人及語音助理多半會假設性別，而且會有和性別相符的名字。

### 標準用法的第三人稱代名詞列表
|      | 主格              | 間接格        | 所有限定詞       | 所有代名詞     | 反身                                    |
| ---- | ----------------- | ------------- | ---------------- | -------------- | --------------------------------------- |
| he   | he is laughing    | I called him  | his eyes gleam   | that is his    | he likes himself                        |
| she  | she is laughing   | I called her  | her eyes gleam   | that is hers   | she likes herself                       |
| it   | it is laughing    | I called it   | its eyes gleam   | that is its    | it likes itself                         |
| one  | one is laughing   | I called one  | one's eyes gleam | that is one's  | one likes oneself                       |
| they | they are laughing | I called them | their eyes gleam | that is theirs | they like themselves they like themself |

## 德語
德語有區別語法上的性別，是對於名詞不同的分類。德語會將名詞分為陰性、陽性及中性，此一分類和名詞本身的性別不一定有關。例如狗是陽性，貓是陰性，小孩是中性。而無生命的物質也會有其語法性別。
以下是德語第三人稱代詞，在不同格及語法性別下的變化：
|                    | 單數          | 單數  | 單數          | 複數  | 複數  | 複數  |
| 性別               | 陽性          | 陰性  | 中性          | 陽性  | 陰性  | 中性  |
| ------------------ | ------------- | ----- | ------------- | ----- | ----- | ----- |
| 主格（Nominative） | er            | sie   | es            | sie   | sie   | sie   |
| 宾格（Accusative） | ihn           | sie   | es            | sie   | sie   | sie   |
| 与格（Dative）     | ihm           | ihr   | ihm           | ihnen | ihnen | ihnen |
| 属格（Genitive）   | seiner (sein) | ihrer | seiner (sein) | ihrer | ihrer | ihrer |

## 漢語
中文書面語一開始是不分性別的，後來開始區分性別，但在口語上沒有影響。
在口語的現代標準漢語中，第三人稱的代名詞讀音都是一樣的，拼音tā可以表示男性的「他」、女性的「她」、動物的「牠」或是無生命的「它」。不過若沒有其他的資料說明其性別，聽到這句話的人會假設所指的是男性。在1917年時，由刘半农創立了汉语的「她」這個字，是用「女」和「他」組合而成的。原來的「他」可以指男性或是女性，後來一般指男性（也可用于性别不明的人士）。「他」字的部首是不分性別的人部。
五四运动對中華文化的現代化有許多影響，其中之一就是開始使用有區分性別的代名詞，類似西方語言的作法，有區分性別的第三人稱代名詞。此外，也有指稱非生物的「它」、指稱動物的「牠」、指稱神明的「祂」。刘半农及其他的作家希望為表示女性的「她」有不同的讀音，包括吴语中的yi，文白异读中的tuo，不過後來仍然沒有效果。所有的第三人稱單數代名詞都有相同的讀音。第三人稱單數代名詞同音不同字的情形，不止出現在漢語，也出現在許多汉语方言。也因此有些華人在歐洲語言會話時，會混用有區分性別的代名詞。在網路上近來有個趨勢，用拉丁字母的TA，也是第三人稱單數代名詞的汉语拼音，表示性別中性的第三人稱。
广州话的第三人稱單數是「佢」（keui5），可以指任意性別，若特別指女性，有些人會改用讀音相同的「姖」，不過標準粵語白話文不接受此一作法，認為在文法或是語意上沒有必要。而且「佢」在標準漢語中是沒有意義的，但標準漢語中有「姖」這個字，原來的讀音和意思都和此用法無關。

## 韓語
韓語沒有特定表示性別的第三人稱代名詞。原來的第三人稱代名詞是借用指示代詞，現代韓語翻譯或是創作中，可能會提及女性的第三人稱，因此用和表示女性的，創建了表示第三人稱女性的。原來的可以表示第三人稱男性，有時也用來表達中性的性別。

## 日語
傳統日語上，不會用人稱代詞作為指稱對象。日語屬於主語脫落語言，多半會完全省略代名詞，若要指稱其他人，會用其姓氏，後面再加上來稱呼，不分男性女性。
例如「她（齋藤小姐）來了」，用日文表示會是（Saitō-san ga kimashita）。
在現代日語中，會用（kare）表示第三人稱的男性，會用（kanojo）表示第三人稱的女性。是後來才產生的詞，對應英文的she。在明治時代之後才開始用和來表示第三人稱的男性和女性。不過日文中常會省略代名詞，因此和以代名詞出現的情形不多。而除了表示第三人稱女性之外，另外一個意思是女朋友。

## 馬來語及印尼語
在馬來語及印尼語中，沒有區分性別的代名詞。一般用以表明「他/她/他們」的詞彙為ia，此詞有一個受詞及較為強調的形式dia。Bəliau則用以表明尊敬之意。就如表明「你」之意時一般，以人名和親屬稱謂表明以第三人稱指稱的他者，是很常見的用法。在口語上，dia orang常被用以表明「他們」之意；而在寫作時，məreka（意即「一些人」）、mereka itu和orang itu（意即「那些人」）常被用以表明「他們」之意。
而且有關親屬的代名詞（表兄弟姊妹、兄弟、姊妹、侄子、侄女）也不區分性別。因此，說話者若要具體說明性別，可以再增加類似男性或女性的詞語（例如lembu betina表示母牛、kakak lelaki表示哥哥）

## 阿拉伯语
阿拉伯语有區分陰性及陽性。
第三人稱單數（以及第二人稱單數）的代詞也會區分性別。
動詞現在式以及形容詞也會依陽性及陰性有不同的變化。
阿拉伯语中：
"Hi[a]" ‎ 是第三人稱單數陰性的代名詞
"Hu[a]" ‎ 是第三人稱單數陽性的代名詞

## 希伯来语
希伯来语的第二人稱及第三人稱代詞會區分陽性及陰性。陽性是集合性及包容性的，不過複性人稱的陽性常會視為是性別中性的。希伯来语是主語脫落語言。動詞會依主詞的人稱、性別及單複數有不同的词形变化。雖然第一人稱代詞不分性別，但動詞、形容詞……仍會依照其實際性別而有不同變化。
|                  | 第一人稱單數 | 第一人稱複數    |
| ---------------- | ------------ | --------------- |
| 不區分陽性及陰性 | אֲנִי‬ (aní)    | אֲנַחְנוּ‬ (anákhnu) |

|      | 第二人稱單數 | 第二人稱複數 | 第三人稱單數 | 第三人稱複數 |
| ---- | ------------ | ------------ | ------------ | ------------ |
| 陽性 | אַתָּה‬ (atá)    | אַתֶּם‬ (atém)   | הוּא‬ (hu)     | הֵם‬ (hem)     |
| 陰性 | אַתְּ‬ (at)      | אַתֶּן‬ (atén)   | הִיא‬ (hi)     | הֵן‬ (hen)     |